# Джузеппе Граббі
Джузеппе Граббі (італ. Giuseppe Grabbi, 12 лютого 1901, Турин — 25 серпня 1970, Турин) — італійський футболіст, що грав на позиції півзахисника, зокрема за клуб «Ювентус». Виступав за національну збірну Італії.

## Клубна кар'єра
У дорослому футболі дебютував 1919 року виступами за команду «Пасторе», в якій провів два сезони. 
Своєю грою за цю команду привернув увагу представників тренерського штабу «Ювентуса», до складу якого приєднався 1921 року. Відіграв за «стару сеньйору» наступні шість сезонів своєї ігрової кар'єри. У сезоні 1925/26 виборов титул чемпіона Італії.
Згодом з 1927 по 1931 рік грав за «Новару» та «ФБК Лігурія».
Завершив ігрову кар'єру у команді «Салуццо», за яку виступав протягом 1931—1932 років.

## Виступи за збірну
1924 року провів свою першу і єдину гру у складі національної збірної Італії.
Помер 25 серпня 1970 року на 70-му році життя в Турин.
| Дата      | Місто | Господарі        | Результат | Гості   | Турнір           | Голи | Примітки |
| --------- | ----- | ---------------- | --------- | ------- | ---------------- | ---- | -------- |
| 20-1-1924 | Генуя | Італія           | 0 – 4     | Австрія | товариський матч | -    |          |
| Усього    |       | Матчів (0 місце) | 1         |         | Голів            | 0    |          |

## Титули і досягнення
- Чемпіон Італії (1):

«Ювентус»: 1925-1926